# Aechmea dealbata
Aechmea dealbata är en gräsväxtart som beskrevs av Charles Jacques Édouard Morren och John Gilbert Baker. Aechmea dealbata ingår i släktet Aechmea och familjen Bromeliaceae. Inga underarter finns listade i Catalogue of Life.

## Bildgalleri

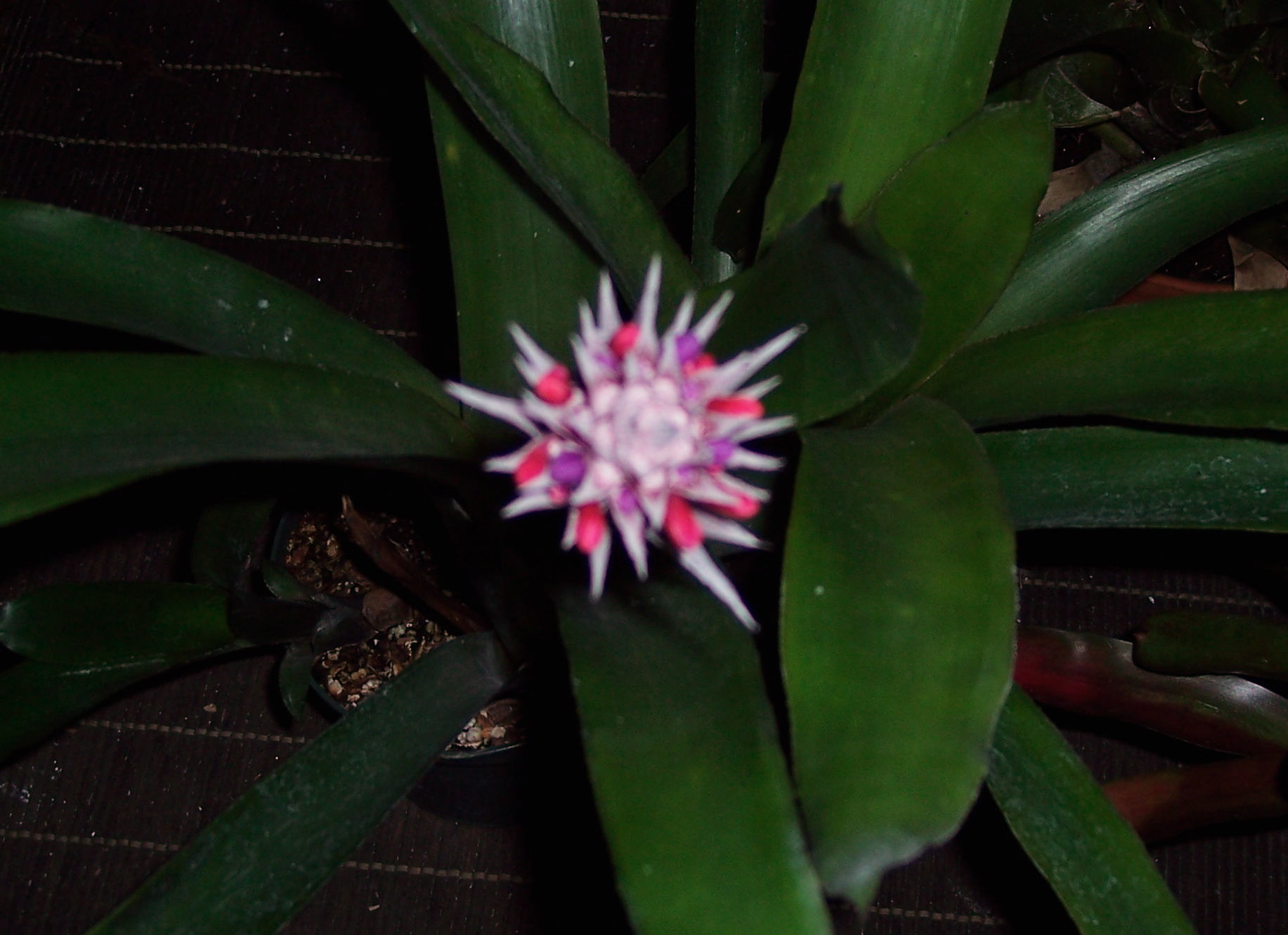